# Улльский сельсовет
Улльский сельсовет (бел. Ульскі сельсавет) — административная единица на территории Бешенковичского района Витебской области Белоруссии. Административный центр — агрогородок Улла.

## История

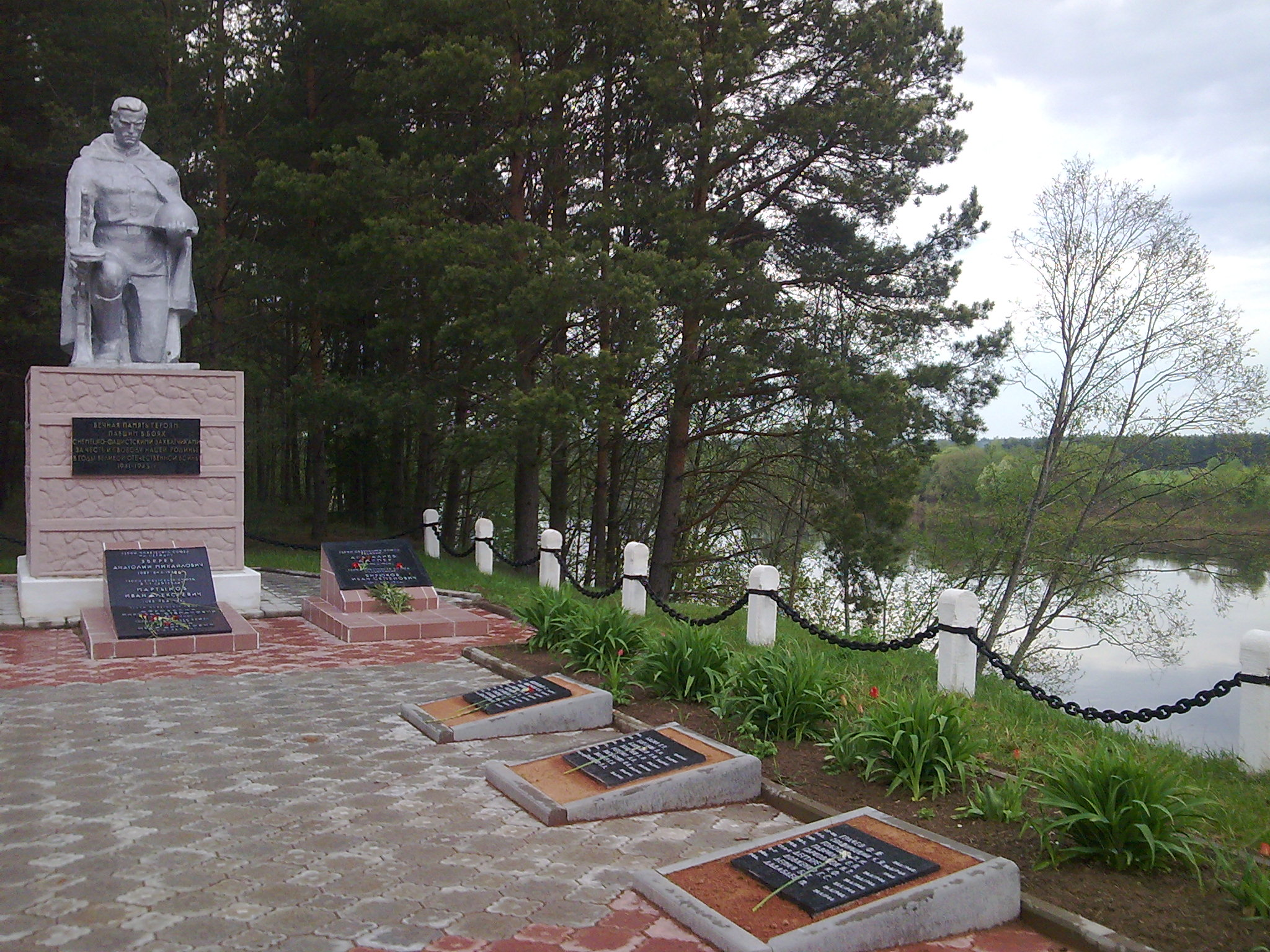
Мемориальный комплекс в д. Узречье

29 апреля 2004 года образован Улльский сельсовет с административным центром — посёлок Улла.

## Состав
Улльский сельсовет включает 28 населённых пунктов:
- Бортники 1 — деревня.
- Бортники 2 — деревня.
- Броды — деревня.
- Бычково — деревня.
- Гали — деревня.
- Гарани — деревня.
- Дворники — деревня.
- Дубище — деревня.
- Дыбали — деревня.
- Ермоловщина — деревня.
- Жданово — деревня.
- Заречье — деревня.
- Зорники — деревня.
- Мартиново — деревня.
- Муравщина — деревня.
- Полуозерье — деревня.
- Понизье — деревня.
- Прудины — деревня.
- Сапеги — деревня.
- Слобода — деревня.
- Сокорово — деревня.
- Узречье — деревня.
- Улла — агрогородок.
- Ульяновка — деревня.
- Фролковичи — деревня.
- Хотино — деревня.
- Шапчино — деревня.
- Шаурино — деревня.

## Достопримечательность
- Мемориальный комплекс в д. Узречье. Похоронены Герои Советского Союза Д. Асаналиев, И. С. Бирюков, Н. С. Доровский, А. М. Зверев, И. А. Мартынов, И. А. Плякин, В. Д. Солонченко, М. П. Хватков и др.